# Унгурени (Марамуреш)
Унгурени (рум. Ungureni) насеље је у Румунији у округу Марамуреш у општини Купшени. Oпштина се налази на надморској висини од 387 m.

## Становништво
Према подацима из 2002. године у насељу је живело 1339 становника, од којих су сви румунске националности.